# Thymoites nevada
Thymoites nevada là một loài nhện trong họ Theridiidae.
Loài này thuộc chi Thymoites. Thymoites nevada được miêu tả năm 1990 bởi Müller & Heimer.